# Dryopithecus
Dryopithecus là một loài khỉ đã tuyệt chủng được biết đến ở Lục địa Á-Âu trong thời kỳ Miocen cuối.
Nó được coi là chi vượn tuyệt chủng thuộc bộ linh trưởng ở Châu Phi được coi là có liên quan đến tổ tiên loài người gây tranh cãi nhiều thập niên cho tới khi các phân tích mới trong thập niên đánh giá lại như là nhóm có quan hệ họ hàng trực tiếp với các đặc trưng hộp sọ và răng kỳ dị được giải thích như là kết quả của sự cô lập trên đảo. Các chứng cứ mới này khẳng định rằng đi đứng bằng hai chân nhưng hình thái đi đứng hai chân kỳ dị của nó là khác biệt rất nhiều so với kiểu đi đứng.